# Avenue Daniel Boon
L´avenue Daniel Boon est une rue bruxelloise de la commune d'Auderghem qui elie l'avenue Joseph Chaudron au parc Ten Reuken sur une longueur de 540 mètres. La numérotation des habitations va de 1 à 117 pour le côté impair et de 2 à 106 pour le côté pair.

## Historique et description
Le 17 juillet 1936, le collège décida de donner le nom d'« avenue Daniel Boon » à la nouvelle voie tracée par les frères Demey dans leur sablonnière. Pour lotir leur propriété, ils devaient eux-mêmes assumer les frais d'aménagement des égouts, des conduites d'eau et du raccordement au réseau de l'électricité et du gaz.
La voie relierait l'avenue Joseph Chaudron au nouveau quartier dont la construction était prévue sur des terrains appartenant à la Société des Logements à Bon Marché d'Auderghem. La Seconde Guerre mondiale reporta la réalisation de ce projet au début des années 1950.

### Origine du nom
La voie porte le nom de Daniel Boon (1872-1939) qui était encore échevin lorsqu'il fut décidé de donner son nom à cette artère tracée dans la propriété de son rival politique.

## Inventaire régional des biens remarquables
- Premier permis de bâtir délivré le 24 janvier 1936 pour le no 7.